# Saint-Germain-de-Lusignan
Saint-Germain-de-Lusignan és un municipi francès situat al departament del Charente Marítim i a la regió de la Nova Aquitània. L'any 2007 tenia 1.213 habitants.

## Demografia

### Població
El 2007 la població de fet de Saint-Germain-de-Lusignan era de 1.213 persones. Hi havia 512 famílies de les quals 143 eren unipersonals (32 homes vivint sols i 111 dones vivint soles), 210 parelles sense fills, 123 parelles amb fills i 36 famílies monoparentals amb fills.
La població ha evolucionat segons el següent gràfic:
Habitants censats

### Habitatges
El 2007 hi havia 584 habitatges, 527 eren l'habitatge principal de la família, 36 eren segones residències i 21 estaven desocupats. 550 eren cases i 31 eren apartaments. Dels 527 habitatges principals, 416 estaven ocupats pels seus propietaris, 96 estaven llogats i ocupats pels llogaters i 15 estaven cedits a títol gratuït; 1 tenia una cambra, 17 en tenien dues, 62 en tenien tres, 150 en tenien quatre i 298 en tenien cinc o més. 436 habitatges disposaven pel capbaix d'una plaça de pàrquing. A 240 habitatges hi havia un automòbil i a 242 n'hi havia dos o més.

### Piràmide de població
La piràmide de població per edats i sexe el 2009 era:
| Homes | Edats   | Dones |
| ----- | ------- | ----- |
| 1     | 95 o +  | 1     |
| 0     | 90 a 94 | 5     |
| 4     | 85 a 89 | 8     |
| 11    | 80 a 84 | 12    |
| 36    | 75 a 79 | 36    |
| 31    | 70 a 74 | 34    |
| 25    | 65 a 69 | 34    |
| 22    | 60 a 64 | 19    |
| 26    | 55 a 59 | 35    |
| 49    | 50 a 54 | 49    |
| 57    | 45 a 49 | 63    |
| 42    | 40 a 44 | 40    |
| 40    | 35 a 39 | 38    |
| 35    | 30 a 34 | 43    |
| 26    | 25 a 29 | 30    |
| 40    | 20 a 24 | 19    |
| 45    | 15 a 19 | 44    |
| 39    | 10 a 14 | 39    |
| 31    | 5 a 9   | 34    |
| 26    | 0 a 4   | 18    |

## Economia
El 2007 la població en edat de treballar era de 778 persones, 524 eren actives i 254 eren inactives. De les 524 persones actives 485 estaven ocupades (239 homes i 246 dones) i 39 estaven aturades (16 homes i 23 dones). De les 254 persones inactives 143 estaven jubilades, 58 estaven estudiant i 53 estaven classificades com a «altres inactius».

### Ingressos
El 2009 a Saint-Germain-de-Lusignan hi havia 511 unitats fiscals que integraven 1.167,5 persones, la mediana anual d'ingressos fiscals per persona era de 17.618 €.

### Activitats econòmiques
Dels 37 establiments que hi havia el 2007, 1 era d'una empresa alimentària, 3 d'empreses de fabricació d'altres productes industrials, 6 d'empreses de construcció, 8 d'empreses de comerç i reparació d'automòbils, 2 d'empreses d'hostatgeria i restauració, 1 d'una empresa financera, 6 d'empreses de serveis, 5 d'entitats de l'administració pública i 5 d'empreses classificades com a «altres activitats de serveis».
Dels 11 establiments de servei als particulars que hi havia el 2009, 1 era un taller de reparació d'automòbils i de material agrícola, 1 taller d'inspecció tècnica de vehicles, 1 paleta, 3 guixaires pintors, 1 fusteria, 2 perruqueries, 1 restaurant i 1 saló de bellesa.
Dels 3 establiments comercials que hi havia el 2009, 1 era una fleca, 1 una botiga d'electrodomèstics i 1 una floristeria.
L'any 2000 a Saint-Germain-de-Lusignan hi havia 28 explotacions agrícoles que ocupaven un total de 760 hectàrees.

## Equipaments sanitaris i escolars
L'únic equipament sanitari que hi havia el 2009 era una ambulància.
El 2009 hi havia una escola elemental.

## Poblacions més properes
El següent diagrama mostra les poblacions més properes.